# HTC Desire X
De HTC Desire X (ook wel Proto genoemd) is een smartphone ontwikkeld door het Taiwanese elektronicabedrijf HTC. Het toestel werd voor het eerst tentoongesteld op 29 augustus 2012 tijdens het IFA in Berlijn. De mid-rangesmartphone lijkt qua uiterlijk erg veel op de One-serie van het bedrijf, die geprezen wordt voor zijn goede design. De opvolger van de HTC Desire S komt uit in het zwart en in het wit.

## Software
De Desire X is op de markt gekomen met het besturingssysteem Android versie 4.0, ook wel Ice Cream Sandwich, maar heeft een update gekregen voor versie 4.1, Jelly Bean. Net zoals vele andere Android-fabrikanten gooit HTC over zijn telefoon een eigen ontworpen grafische schil heen, HTC Sense UI versie 4+. Ook maakt HTC gebruik van Beats Audio, een techniek die ervoor zorgt dat het geluid beter klinkt.

## Hardware
Het toestel heeft een 4 inch groot capacitief touchscreen en heeft een on-screen-toetsenbord. Het is uitgerust met een Qualcomm Snapdragon S4 MSM8225-processor. Deze draait op 1 GHz en beschikt over twee kernen.
De HTC Desire X heeft 768 MB aan werkgeheugen en 4 GB opslaggeheugen, dat uit te breiden is tot 32 GB via een microSD-kaart. Daarnaast krijgt men 25 GB aan extra opslaggeheugen via cloud-dienst Dropbox. Verder heeft de smartphone een 5,0 megapixel-camera met ledflitser, maar geen camera aan de voorkant om te kunnen videobellen.